# Irin Carmon

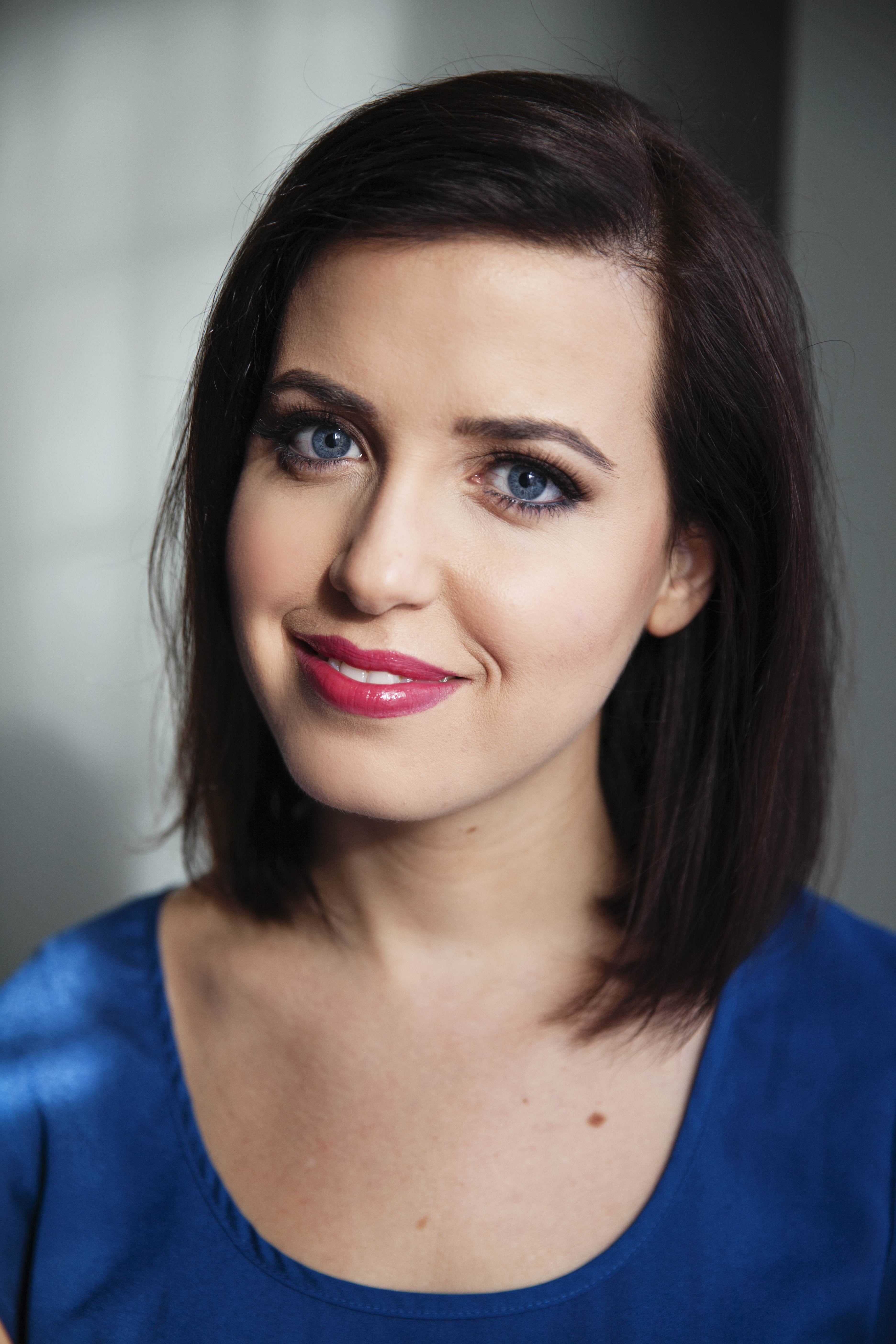
Irin Carmon em 2015

Irin Carmon é um jornalista e comentarista israelense-americana. Ela é correspondente sênior da New York Magazine, e colaboradora da CNN. Ela é co-autora de Notorious RBG: The Life and Times of Ruth Bader Ginsburg. Anteriormente, ela foi repórter nacional na MSNBC, cobrindo mulheres, política e cultura para o site e no ar. Ela foi uma pesquisadora visitante no Programa para o Estudo da Justiça Reprodutiva na Escola de Direito de Yale.
Em 2011, ela foi nomeada um dos "30 under 30" da Forbes na mídia e apresentada na New York Magazine como um rosto do feminismo jovem. Ela recebeu o prêmio Sidney de novembro de 2011 da Fundação Sidney Hillman em reconhecimento por sua reportagem sobre a Mississippi Personhood Initiative for Salon. A Mediaite a nomeou entre os quatro em seu prêmio de Melhor comentarista de TV de 2014.

## Biografia
Carmon é judia e nasceu em Israel, sendo neta de sionistas que viveram na Palestina durante a Segunda Guerra Mundial. Ela cresceu em Long Island.
Formada pela Waldorf School of Garden City em 2001, Carmon frequentou a Harvard College e se formou em 2005 com um bacharelado em Literatura, magna cum laude.
Enquanto estava em Harvard, Carmon escreveu para The Harvard Crimson e Let's Go (série de livros). Sua tese final foi intitulada, "Genealogies of Catastrophe: Yehuda Amichai's Lo Me'Achshav, Lo Me'kan and Ricardo Piglia's Respiracion Artificial".

## Carreira
No início de sua carreira, Carmon escreveu regularmente para o Boston Globe, The Village Voice, e The Anniston Star. Ela foi repórter de mídia do jornal da indústria da moda Women’s Wear Daily de 2006 a 2009.
Carmon foi redatora da equipe de Jezebel de 2009 a 2011. Ela escreveu um post chamando The Daily Show um "clube de meninos onde as contribuições femininas são freqüentemente ignoradas e rejeitadas", e opinando que a então correspondente Olivia Munn só foi contratada no programa por causa de seu status como um símbolo sexual. Mulheres do Daily Show responderam publicando uma carta aberta defendendo seu local de trabalho. Em resposta às alegações de que ela não havia fornecido tempo adequado para comentários, Carmon postou seu tópico de e-mail com o publicitário do Daily Show, que ocorreu uma semana antes da história ser publicada. Dois anos depois, Carmon notou seu apreço pelas mudanças no The Daily Show desde a controvérsia.